# Скарфьотти, Фердинандо
Фердина́ндо Скарфьо́тти (итал. Ferdinando Scarfiotti; 6 марта 1941, Потенца-Пичена, Марке, Италия — 30 апреля 1994, Лос-Анджелес, Калифорния, США) — итальянский арт-директор. Обладатель премии Оскар в номинации «Лучший арт-директор»  за фильм «Последний император» (1988).

## Биография
Изучал архитектуру в университете Сапиенца (Рим).
В середине 1960-х годов Лукино Висконти, друг его семьи, подталкивает его к оформлению сценических декораций. Начинает свою карьеру сценографа в 1963 году с постановки «Травиаты» во время фестиваля в Сполето. Позже он работает над спектаклями в Ла Скала (Милан), в Королевском оперном театре (Лондон), в Венской государственной опере.
Затем, в начале 1970-х, он начинает работать в кинематографе. Становится всемирно известным после работы над фильмом Бернардо Бертолуччи «Конформист» (1970).
Работал арт-директором при создании фильма «Последний император» (1988), за что получил такие премии как «Оскар», «Серебряную ленту» и «Давид ди Донателло». Также был сценографом других фильмов Бернардо Бертолуччи, таких как «Последнее танго в Париже» (1972), «Конформист» (1970), «Маленький Будда» (1993) и «Под покровом небес» (1990). Работал сценографом фильма «Смерть в Венеции» (1971) Лучино Висконти, получил Серебряную ленту в 1972 году за работу над фильмом Билли Уайлдера «Аванти!»; также работал с такими режиссёрами как Лука Ронкони, Барри Левинсон, Джон Шлезингер, Брайан Де Пальма, Уоррен Битти.
Скончался в 1994 году в возрасте 53 лет из-за печёночной недостаточности.

## Семья
Племянник основателя FIAT Лодовико Скарфьотти и двоюродный брат гонщика Ferrari Лудовико Скарфьотти.

## Избранная фильмография
- Смерть в Венеции (1971)
- Американский жиголо (1980)
- Лицо со шрамом (1983)
- Последний император (1987)
- Честная игра[англ.] (1988)
- Игрушки (1992)[9]